# Rutenia subcarpática
La Rutenia subcarpática o transcarpática, conocida también como Rutenia carpática, Ucrania transcarpática, Zakarpattia, Rusinko, Rus subcarpática o Subcarpacia (rusino y ucraniano: Карпатська Русь, romanizado: Karpats’ka Rus’; ruso: Карпатская Русь, romanizado: Karpatskaya Rus’; eslovaco y checo: Podkarpatská Rus; húngaro Kárpátalja; rumano Transcarpatia; polaco Zakarpacie; yidis קאַרפַּאטן רוּס) es una pequeña región en Europa central, brevemente independiente en 1939 con el nombre de Ucrania de los Cárpatos antes de ser anexada por Hungría, que ahora forma parte en su mayor parte del óblast de Transcarpacia en la Ucrania occidental (en ucraniano: Zakarpats’ka oblast’), así como una pequeña parte del extremo oriental de Eslovaquia (principalmente los kraj de Prešov y de Košice), Lemkovyna de Polonia y Maramureş en Rumania.
En cuanto a diversidad étnica, está habitada por ucranianos (lemkos, boikos, hutsules), húngaros, eslovacos, rumanos, búlgaros y rusos. Tiene pequeñas minorías bogomilos, judíos, romaníes y zekler o csango (poblaciones de etnia magiar y religión ortodoxa).

## Nomenclatura

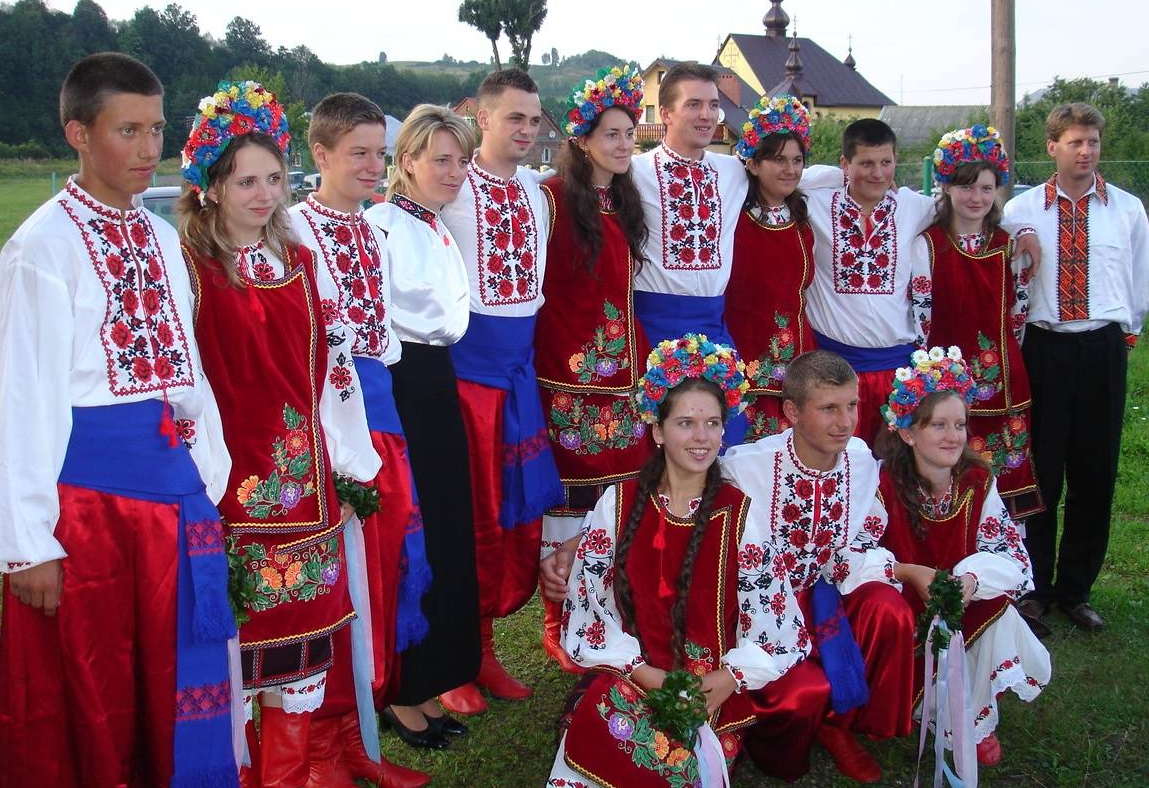
Subgrupos carpato-rusinos - Rusinos transcarpáticos en vestidos tradicionales estilizados de Ucrania central. Foto: pueblo de Mokre cerca de Sanok (Polonia). 2007

La nomenclatura de la región depende de la perspectiva geográfica y el punto de vista de los pueblos que la componen. Así, desde una perspectiva húngara, eslovaca o checa se describe la región como Sub-Carpatia —bajo los Cárpatos— mientras que desde una perspectiva de Ucrania y Rusia se le conoce como Trans-Carpatia —al otro lado de los Cárpatos—. El uso de Rutenia subcarpatiana es un intento de proporcionar un término neutral.
Durante el período en el cual la región estuvo administrada por el Reino de Hungría, con una duración aproximada de mil años, se le denominó oficialmente por los húngaros como Subcarpatia (en húngaro: Kárpátalja) o Alta Hungría Nor-Oriental.
Después del Tratado de Trianón de 1920 y la desintegración de Austria-Hungría, la región pasó a formar parte de Checoslovaquia bajo el gobierno de Gregory Zatkovich. Hasta 1938-9 se le llamó Rusinsko o Karpatske Rusinsko, y luego como Rus Subcarpática (checo y eslovaco: Podkarpatská Rus) o Ucrania Subcarpatia(checo y eslovaco: Podkarpatská Ukrajina), y desde 1927 como la Región Subcarpática (checo: Země podkarpatoruská, eslovaco: Krajina podkarpatoruská).
Los nombres no oficiales alternativos utilizados en Checoslovaquia antes de la Segunda Guerra Mundial incluyen Subcarpatia (checo y eslovaco: Podkarpatsko), Transcarpatia (checo y eslovaco: Zakarpatsko), Ucrania Transcarpatia (checo y eslovaco: Zakarpatská Ukrajina), Rus/Rutenia Carpatiana (checo y eslovaco: Karpatská Rus), y rara vez Rus/Rutenia Húngara (en checo: Uherská Rus; en eslovaco: Uhorská Rus).
La región declaró su breve independencia en 1939 como Cárpato-Ucrania antes de ser anexada por Hungría en la invasión de Cárpato-Ucrania.
Desde 1945 formó parte de la República Socialista Soviética de Ucrania y del estado independiente de Ucrania, en el cual la región ha sido denominada Zakarpattia (en ucraniano: Закарпаття) o Transcarpacia, y en ocasiones como Rus Carpática’ (en ucraniano: Карпатська Русь, translit. "Karpats’ka Rus’"), Rus Transcarpática (en ucraniano: Закарпатська Русь, romanizado: "Zakarpats’ka Rus’"), Rus Subcarpática (en ucraniano: Підкарпатська Русь, romanizado: "Pidkarpats’ka Rus’").

## Geografía

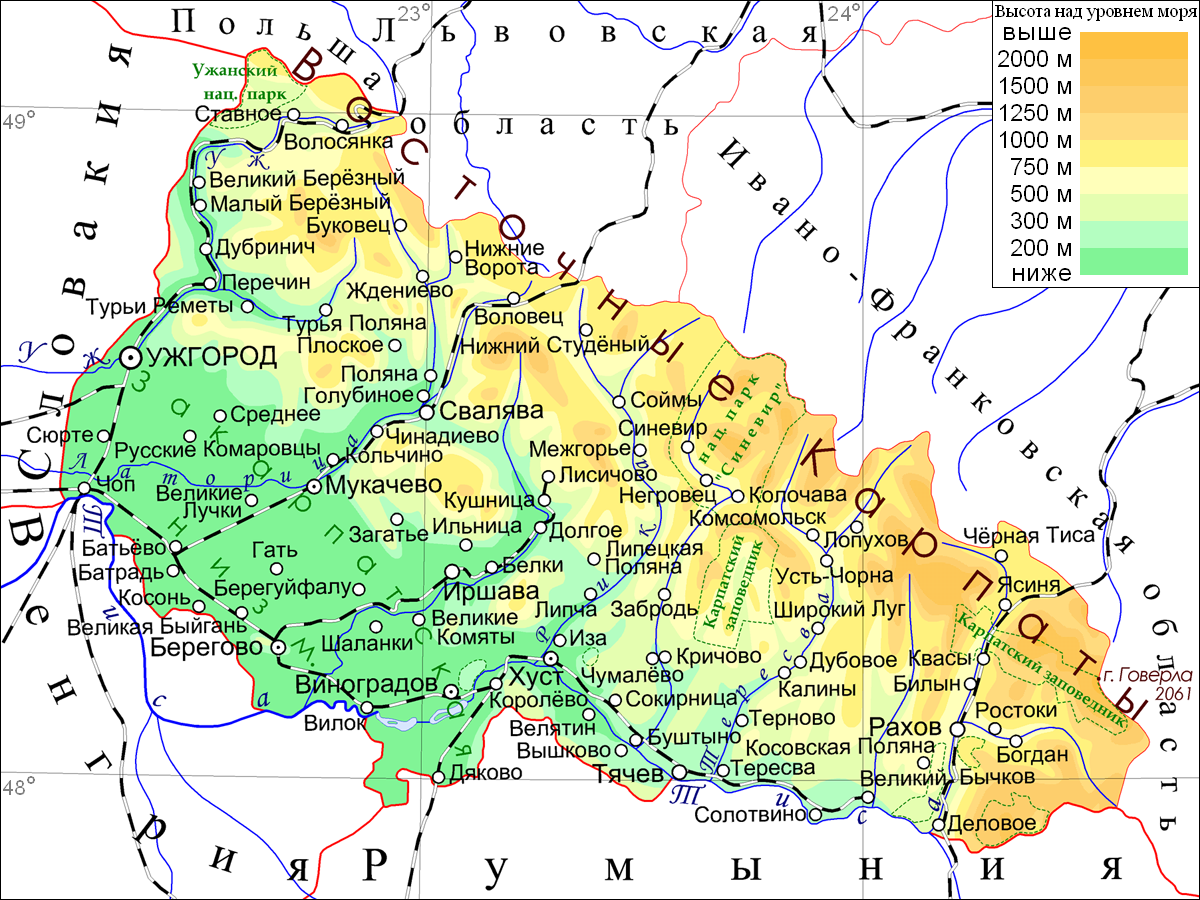
Mapa físico de la Rutenia subcarpática.

Transcarpatia descansa en las laderas sureñas de los montes Cárpatos, limitada al este por el río Tisza, y al oeste por los ríos Hornád y Poprad, y forma parte de la planicie de Panonia.

### Poblaciones
- Uzhhorod
- Mukachevo
- Just
- Beregovo
- Vynohradiv
- Chop
- Svaliava
- Rakhiv
- Tiachiv
- Irshava

## Descripción histórica

### Antigüedad y Edad Media
En la antigüedad, esta zona fue poblada por celtas, dacios, sármatas y pueblos germánicos. Varias tribus eslavas comenzaron a establecerse en el área de Transcarpatia en el siglo VI, a raíz de la invasión de los hunos. En los siglos VII y VIII, una población más densa conocida como los Croatas blancos se habían asentado en las laderas de los Cárpatos. Una gran parte de este territorio y sus pobladores se convirtió posteriormente en el borde occidental del principado de Rus al comienzo del siglo IX, mientras que la parte occidental de este territorio (del este de Eslovaquia del día de hoy) pasó a la jurisdicción de la Gran Moravia.
Cuando el zar Simeón el Grande comenzó a expandir su reino de Bulgaria, obtuvo el control de un segmento de la "Croacia Blanca", obligando al príncipe Laborec (un monarca local) a reconocer su autoridad hacia el final del siglo IX. En 896 los magiares cruzaron la cordillera de los Cárpatos y emigraron a la cuenca de Panonia. Varias crónicas, entre ellas las de Néstor, relataron que las tribus húngaras tuvieron que luchar contra los eslavos locales y valacos en su camino hacia Panonia. El príncipe Laborec fue depuesto por los esfuerzos de los húngaros y las fuerzas de Kiev; muchas de estas fuerzas se quedaron atrás y fueron asimilados por los croatas blancos.
A medida que la magiares migraban a través Transcarpacia en el siglo IX, muchos de los habitantes locales eran asimilados. La nobleza eslava local a menudo se casaban con los nobles húngaros en el sur. El príncipe Rostislav, un noble ruteno incapaz de continuar el liderazgo de su familia en Kiev, dirigió una parte de Transcarpacia entre 1243 y 1261. A partir de esta época medieval, la región quedó incluida en el reino de Hungría hasta 1918, con cortas excepciones.
La diversidad étnica del territorio se incrementó con la llegada de unos 40.000 colonos cumanos, que llegaron a la cuenca de Panonia después de ser derrotados por Vladímir II Monómaco en el siglo XII y por su derrota a manos de los tártaros en 1238.

### Los Habsburgo y el dominio otomano

La República Popular de Ucrania Occidental (1918), incorporando Transcarpatia)

A comienzos del siglo XVI el imperio otomano invadió el reino de Hungría ocupando parte de él, mientras otra parte era heredada en 1526 por Fernando de Habsburgo; desde 1570 la región quedó dividida entre el reino Habsburgo de Hungría y el principado de Transilvania vasallo de los otomanos. Durante ese período, un importante factor en la identidad cultural de los rutenos resultó ser la religión. La Unión de Brest (1595) y la de Uzhorod [1646) llevaron a la iglesia ortodoxa de la Rusia Carpática y Transcarpática a colocarse bajo la jurisdicción del Papa, estableciendo las llamadas iglesias «uniatas». En el siglo XVII (hasta 1648) toda la región fue parte de Transilvania, y entre 1682 y 1685, su parte noroeste perteneció al príncipe Imre Thököly, mientras que la sudeste pertenecía a Transilvania.
Desde 1699, la región entera fue parte del reino de Hungría bajo control de los Habsburgo. Entre 1850 y 1860 (tras la revolución húngara de 1848) dicho reino fue dividido en cinco distritos militares, y Rutenia formó entonces parte del Distrito Militar de Košice.

### Período contemporáneo
Entre 1918 y 1919, la región fue brevemente parte de la república independiente de Ucrania occidental.
Después de la Primera Guerra Mundial y el Tratado de Trianon (1920), Transcarpatia se convirtió en parte de Checoslovaquia. La popularidad de esta medida entre la población campesina es discutible; la autonomía era claramente lo que más importaba a los rusinos. Después de su experiencia de magiarización, pocos rusinos carpatianos estaban deseosos de permanecer bajo el dominio húngaro y su deseo era garantizar su libre determinación.
El 8 de noviembre de 1918, el primer Consejo Nacional (el Consejo de Lubovňa, que fue trasformado luego en el Consejo de Prešov) se llevó a cabo en el oeste de Rutenia. El primero de muchos consejos, se limitó a indicar el deseo de sus miembros para separarse del recién creado Estado Húngaro, pero no especificó una alternativa en particular, sólo implicó el derecho a la libre determinación.
Durante los meses siguientes, los consejos se reunían cada pocas semanas, exigiendo soluciones diferentes. Algunos querían seguir formando parte de Hungría, pero con mayor autonomía; el más notable de ellos, el Consejo de Uzhhorod (9 de noviembre de 1918), se declaró representante del pueblo rusino y comenzó negociaciones con las autoridades húngaras, dando como resultado la aprobación de la Ley nº 10, par la cual se crearon cuatro condados autónomas en las provincias rusinas. Otros consejos, tales como el Consejo Nacional de Khust (noviembre de 1918) pidieron la unificación con Ucrania. No fue sino hasta principios de enero de 1919 que las primeras llamadas fueron oídas en Rutenia para la unión con Checoslovaquia.
Antes de esto, en julio de 1918, los rusinos emigrados a los Estados Unidos habían convenido y reclamaban completa independencia.  Fracasado ello, intentaron unirse con Galitzia y Bukovina; y fracasado, demandaron autonomía, aunque sin especificar en que estado.  El gobierno americano les comunicó que la única opción viable era la unificación con Checoslovaquia.  Su líder, Gregory Zatkovich, firmó entonces el "Acuerdo de Filadelfia" con el presidente checo Tomáš Masaryk, que garantizaba la autonomía rusina dentro de Checoslovaquia. Un referéndum entre los americanos rusinos dio los siguientes resultados: un 67% votó a favor de la unión con Checoslovaquia, un 28% votó por la unión con Ucrania, y menos del 2% por la completa independencia.
En abril de 1919, el control de Checoslovaquia sobre el terreno se estableció, cuando las tropas checoslovacas, de acuerdo con las fuerzas rumanas que llegan desde el este (hasta julio o agosto de 1919), ambas bajo los auspicios de Francia, entraron en la zona. En una serie de batallas que derrotaron y aplastaron a las milicias locales de la República Soviética Húngara, cuyo proclamado objetivo era "unir a los pueblos trabajadores húngaro, rusín y judío contra los explotadores de la misma nacionalidad". Simpatizantes comunistas acusaron a checoslovacos y rumanos de atrocidades, como ejecuciones públicas y muerte a palos de los prisioneros heridos.
Esta lucha tuvo un significado estratégico, ya que la ayuda soviética por cuya venida los comunistas húngaros esperaban (en vano, ya que los bolcheviques estaban demasiado ocupados con su propia guerra civil) tenía que pasar a través de esta región. En 1920, el área fue utilizada como un conducto para armas y municiones para los polacos antisoviéticos combatientes en la Guerra Polaco-Soviética directamente al norte, mientras que los comunistas locales sabotearon los trenes y trataron de ayudar al lado soviético.
En mayo de 1919, un Consejo Nacional Central reunido en los Estados Unidos dirigido por Zatkovich votó unánimemente por aceptar solución checoslovaca. En Rutenia, el 8 de mayo de 1919, una reunión general de representantes de los previos consejos aprobó la decisión de unirse a la nación checoslovaca sobre la base de una completa autonomía nacional."
El escritor izquierdista húngaro Béla Illés afirmó que el encuentro no había sido más que una "farsa", en la que unos cuantos "notables" habían sido sacados por la policía de sus casas, para formar una "Asamblea Nacional" sin legitimidad democrática y para obligarles a respaldar la incorporación de la región a Chechoslovaquia. Aseguró que Clemenceau había dado instrucciones personalmente al general francés sobre el terreno, con el fin de que la zona quedase incorporada a Checoslovaquia "a toda costa" y se estableciese un territorio tampón, que separase la Ucrania soviética de Hungría, como parte de la política francesa anticomunista del "cordón sanitario". No en vano fueron los franceses, en lugar de los checoslovacos, quienes tomaron realmente las decisiones.
Zatkovich fue nombrado gobernador de la provincia por Masaryk el 20 de abril de 1920 pero, insatisfecho con los límites con Eslovaquia, dimitió un año más tarde, el 17 de abril de 1921, para volver a su práctica legal en Pittsburgh (Pennsylvania). Ha sido el único ciudadano americano en actuar como gobernador de una provincia que más tarde fue parte de la URSS.

Checoslovaquia en 1928; a la derecha la Rus Subcarpática.

El Tratado de Saint-Germain-en-Laye (10 de septiembre de 1919) concedió a los rusinos del Cárpato autonomía, que más tarde fue confirmada en cierta medida por la constitución checoslovaca. Algunos derechos fueron, sin embargo, retenidos por Praga, que justificó su acción alegando que el proceso iba a ser gradual, y la representación rusina en el ámbito nacional fue menor que el esperado. En 1927, Checoslovaquia se dividió en cuatro provincias y una de ellas era la Rus Subcarpática.
A pesar de que fueron los propios rusinos los que habían llegado a la decisión de unirse al Estado checoslovaco, es discutible si su decisión tuvo alguna influencia en el resultado[cita requerida]. En la Conferencia de Paz de París, otros varios países (entre ellos Hungría, Ucrania y Rusia) reclamaron la Rutenia Subcarpática. Los aliados, sin embargo, tenían pocas alternativas para la elección de Checoslovaquia. Hungría había perdido la guerra, por lo que renunció a sus pretensiones. Ucrania fue vista como políticamente inviable, y Rusia se encontraba en medio de una guerra civil. Así, la decisión de los rusinos de convertirse en parte de Checoslovaquia sólo puede haber sido importante en la creación de, al menos inicialmente, las buenas relaciones entre los dirigentes de los Cárpatos y Checoslovaquia. El idioma ucraniano no fue perseguido en Checoslovaquia durante la periodo de entreguerras, igual que en la Unión Soviética, donde de hecho fue estimulado por la korenización; y a diferencia de los otros dos países con una gran población ucraniana (Polonia y Rumania).
En el período 1918-1938 el Gobierno checoslovaco intentó mitigar el subdesarrollo de la región, en la cual el 70 % de la población era analfabeta y no había industria. Miles de profesores, policías, empleados y empresarios checos fueron trasladados a la Rutenia Sucarpática. El Gobierno checoslovaco invirtió grandes sumas de dinero para construir miles de kilómetros de vías férreas, carreteras, aeropuertos, cientos de escuelas y viviendas.
En noviembre de 1938, bajo el Primer Arbitraje de Viena —resultado de los Acuerdos de Múnich— Checoslovaquia, y luego Eslovaquia, fueron forzadas por la Alemania nazi a ceder el tercio sur a Eslovaquia y el sur del Rus Carpático a Hungría. El resto del Rus Carpático recibió autonomía, con Avgustin Voloshin de primer ministro del Gobierno autónomo.
Siguió la proclamación de independencia eslovaca el 14 de marzo y la incautación nazi de tierras checas el 15 de marzo. La Rutenia Subcarpática declaró su independencia como la República de Cárpato-Ucrania, con Avhustyn Voloshyn como jefe de Estado, y fue inmediatamente invadida y anexionada por Hungría. El 23 de marzo Hungría anexionó otras partes del este de Eslovaquia limítrofes con el oeste de los Rutenios Carpáticos.
En el otoño de 1944, cuando las partes norte y este de la Rutenia Carpática fueron anexadas por el Ejército Rojo, la delegación del gobierno checoslovaco liderado por el ministro de František Němec llegó a Khust para establecer la administración provisional de Checoslovaquia, de acuerdo con los tratados entre la Unión Soviética y el Gobierno checoslovaco en el mismo año. Sin embargo, justo después de unas semanas, y sin razones aún no claras, el Ejército Rojo y el NKVD comenzó a obstaculizar el trabajo de la delegación y, finalmente, el títere "Comité Nacional Transcárpato-Ucraniano" fue creado en Mukachevo bajo la protección del Ejército Rojo. El 26 de noviembre de este comité, dirigido por Ivan Turyanitsa (rusino que desiertó del ejército checoslovaco) proclamó la "voluntad del pueblo ucraniano" de separarse de Checoslovaquia y unirse a la Ucrania soviética. Después de dos meses de conflictos y negociaciones inútiles la delegación del gobierno checoslovaco partió de Khust el 1 de febrero de 1945, dejando los Rus Carpáticos bajo el control soviético.
Después de la Segunda Guerra Mundial, el 29 de junio de 1945, se firmó un tratado entre Checoslovaquia y la Unión Soviética, cediendo la Rutenia Subcarpática oficialmente a la Unión Soviética, que en 1946, la incorporó a la República Socialista Soviética de Ucrania.
Este último en 1991 se convirtió en el estado independiente de Ucrania, con Cárpato-Rusia como parte integrante. En la actualidad, la región es una provincia dentro de Ucrania, conocido oficialmente como óblast de Transcarpacia.

### Historia reciente

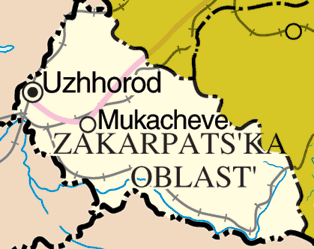
Óblast de Transcarpacia en Ucrania.

El 25 de octubre de 2008, cien delegados reunidos en el Congreso de los rusinos (cárpato-rutenos) proclamaron la formación de la República de "Rus Cárpatica" (Rutenia Cárpatica). El Partido de la Libertad, nacionalista, respondió emitiendo la siguiente declaración:

Los separatistas zacárpatas dirigidos por el patriarca moscovita Sidor han planteado hoy un ultimátum a las autoridades ucranianas. Mañana, armados con pasaportes y dinero del Kremlin, aplicarán el «método georgiano» en Ucrania.

El partido solicitó al presidente Víktor Yúshchenko y a su primera ministra Yulia Timoshenko que realizaran una valoración política de los sucesos en Transcarpacia y Crimea, al Consejo de Seguridad Nacional y Defensa que redactase un plan para limitar las acciones separatistas, y al Ministerio de Exteriores que declarase a todo ciudadano que participase en el Congreso del 25 de octubre persona non grata en Ucrania. La fiscalía de la región interpuso una querella contra el sacerdote Dimitri Sidor y Yevguén Zhupan, diputado de Nuestra Ucrania de la región de Transcarpacia y presidente del Consejo Popular Ruteno, por atentar contra la integridad territorial ucraniana. El 1 de mayo de 2009, el Partido Unión Nacional Svoboda bloqueó la celebración del tercer Congreso Europeo de la Rutenia Cárpatica.

## Población
| censo | Ucranianos y Rusinos (cárpato-rutenos)             | "Checoslovacos" (Checos y Eslovacos) | Germanos       | Húngaros          | Judíos                     | Rumanos        | otros                                                  | Total población |
| ----- | -------------------------------------------------- | ------------------------------------ | -------------- | ----------------- | -------------------------- | -------------- | ------------------------------------------------------ | --------------- |
| 1880  | 244.742 (59,8%)                                    | 8.611 (2,1%)                         | 31.745 (7,8%)  | 105.343 (25,7%)   | (no fue una opción censal) | 16.713 (4,1%)  | 1.817 (0,5%)                                           | (100%)          |
| 1921  | 372.884                                            | 19.737                               | 10.460         | 102.144           | 80.059                     | (con "otros")  | 6.760                                                  | 592.044         |
| 1930  | 450.925 (62,17 %)                                  | 34.511 (4,76 %)                      | 13.804 (1,9 %) | 115.805 (15,96 %) | 95.008 (13,1 %)            | 12.777 (1,8 %) | 2.527 (0,3 %)                                          | (100%)          |
| 1989  | 976.749 (78,4%)                                    | Eslovacos (0.6%)                     | (0,3%)         | 155.711 (12,5%)   | sin data                   | 29.485 (2,4%)  | Rusos 49.456 (4,0%) Gitanos (1.0%)                     | (100%)          |
| 2001  | Ucranianos 1.010.100 (80,5%) Rusinos 10,100 (0.8%) | Eslovacos 5.600 (0,5%)               | 3,500 (0,3%)   | 151,500 (12,1%)   | no data                    | 32,100 (2.6%)  | Rusos 31.000 (2,5%) Gitanos 14.000 (1,1%) Otros (0,4%) | (100%)          |

### Ucranianos y rusinos

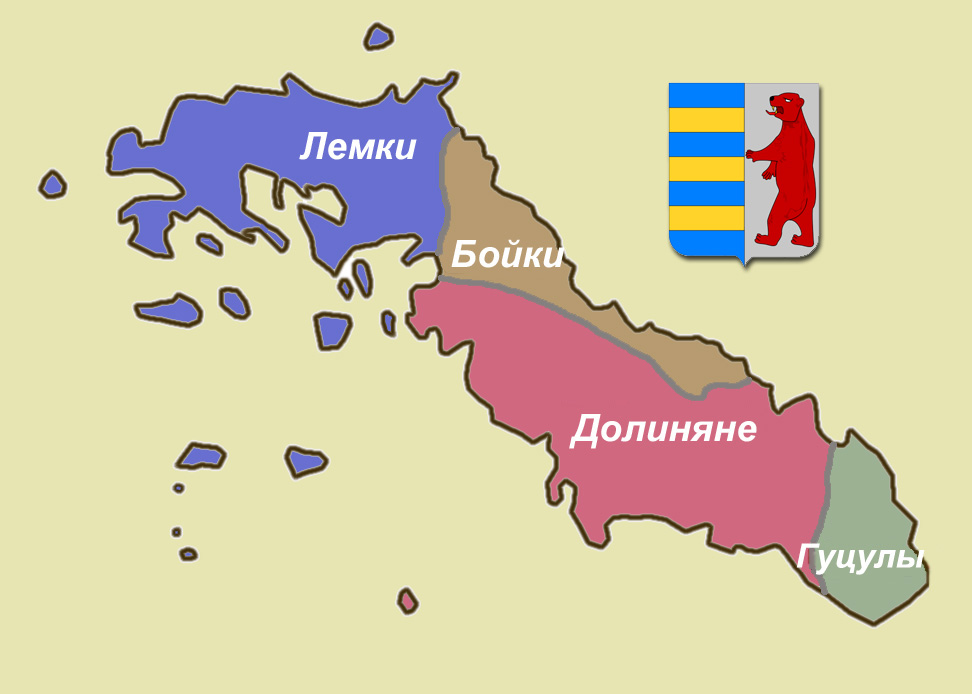
Rusinos: subetnias de la Rutenia subcarpática: Lemkos (azul), Boikos (marrón), Dolinianos (rosa) y Hutsules (verde claro), en la frontera entre Ucrania, Rumanía, Hungría, Eslovaquia y Polonia.

La Rutenia Cárpata es habitada mayormente por hablantes ucranianos, y rusinos (cárpato-rutenos) quienes se refieren a sí mismos y a su lengua como Rusnak o Lemko. Los lugares habitados por rusinos también abarcan regiones adyacentes a los Cárpatos, incluyendo las regiones de la actual Polonia, Eslovaquia, Hungría y Rumania. Asentamientos rusinos existen también en Voivodina.
El área presente de Transcarpatia fue probablemente asiento de pueblos eslavos en el siglo VI. La población rutena era étnicamente similar a la población de las áreas al norte de los Cárpatos.
Sin embargo, debido al aislamiento geográfico y político del principal territorio de habla rutena, los habitantes desarrollaron rasgos distintivos. Además, entre los siglos XII y XV, el área fue colonizada por grupos válacos que fueron asimilados por la población local eslava e influenciaron fuertemente su cultura, por lo que son más distintivos de otros rutenos.
En los siglos XIX y XX, Transcarpatia fue una zona de continua lucha entre activistas proucranianos y prorrusos. Los primeros afirmaban que los cárpato-rutenos formaban parte de la nación ucraniana, mientras los segundos reclamaban que los habitantes eran un grupo étnico separado y distinto de la nacionalidad ucraniana, y era parte de la etnia mayor rusa.
Durante el siglo XIX y la primera parte del XX, los habitantes de Transcarpatia se llamaban a sí mismos «rutenos» (rusyny / rusinos). A principios del siglo XX, los rusinos se concentraban en la porción septentrional de siete condados húngaros, principalmente en los valles y tierras altas de los Cárpatos. Población fundamentalmente rural, eran generalmente granjeros, pastores y leñadores. Unos pocos se trasladaron a las ciudades de la región, donde surgió la intelectualidad rusina, principalmente del clero católico griego. En los años anteriores a la Primera Guerra Mundial se produjo una notable emigración a América, en especial a los Estados Unidos, para escapar de la pobreza, al superpoblación rural y al abandono de la región por las autoridades magiares.
Después de la anexión soviética el etnónimo «ucraniano» también se aplicó a los rusinos de la región. La mayoría de los actuales habitantes se consideran étnicamente ucranianos, aunque en el último censo 10 100 personas (0,8%) se identificaron como étnicamente rusinos.
El 7 de marzo de 2007, el concejo del óblast de Transcarpacia reconoció la etnia rusina.

### Húngaros
Transcarpatia era una parte del Reino de Hungría desde el siglo XI. Desde 1570, las tierras húngaras se dividieron entre el Reino de Hungría, controlado por los Habsburgo en el occidente y el Principado de Transilvania que era vasallo del Imperio Otomano. En el siglo XVII (hasta 1648), toda la región era parte de Transilvania, y entre 1682 y 1685, su parte norte-occidental pertenecía al Principado de Hungría del príncipe Imre Thököly, mientras que partes del sudeste pertenecía a Transilvania. Desde 1699, toda la región era parte del Reino Habsburgo de Hungría.
A principios del siglo XX, la nobleza y la clase media en la región eran casi en exclusiva de habla húngara. Después de la separación de Transcarpatia del Reino de Hungría, la población húngara se redujo ligeramente: el censo húngaro de 1910 muestra una cifra de 185.433 húngaros, mientras que el censo checoslovaco de 1921 da 111.052 húngaros, pero gran parte de esta diferencia probablemente refleja las diferencias en la metodología y definiciones étnicas, en lugar de un descenso tan grande del grupo húngaro magiar o la población de habla húngara. Incluso de acuerdo con el censo de 1921, los húngaros todavía constituían alrededor del 18% de la población total de la región.
En vísperas de la Segunda Guerra Mundial, el Primer arbitraje de Viena permitió a Hungría anexarse Transcarpatia. Las políticas pro-nazi del gobierno húngaro posteriormente resultaron en el exterminio y la emigración de judíos de habla húngara, y otros grupos que vivían en el territorio fueron diezmadas por la guerra. El final de la guerra fue un cataclismo en particular para la población de etnia húngara de la zona: 10 000 huyeron ante la llegada de las fuerzas soviéticas. Muchos de los hombres adultos restantes (25.000) fueron deportados a la Unión Soviética, el 30% de ellos murieron en campos de trabajo. Como resultado de este desarrollo desde 1938, la población de habla húngara de Transcarpatia se redujo de 161.000 en 1941 (según un censo húngaro impugnado) a 66.000 en 1947 (según un censo soviético igualmente controvertido, dado que estas cifras tan bajas pueden atribuirse en parte al miedo de los húngaros a la hora de declarar su verdadera nacionalidad).
En 2004, cerca de 170.000 (12-13%) habitantes de Transcarpatia declararan al húngaro como lengua materna. En Hungría se refieren a los húngaros de Ucrania como kárpátaljaiak.

### Judíos
Memorias y estudios históricos proporcionan muchas pruebas de que en el siglo XIX, las primeras relaciones rusino-judías fueron en general pacíficas. En 1939, los registros del censo mostraron que 80.000 Judíos vivían en la provincia autónoma de Rutenia. Judíos constituían aproximadamente el 14% de la población antes de la guerra; sin embargo esta población se concentró en las grandes ciudades, especialmente Mukachevo, donde constituían el 43% de la población antes de la guerra.
Durante la Holocausto, en las ciudades de la Rutenia subcarpatiana se establecieron 17 guetos, desde donde todos los judíos fueron llevados a Auschwitz para ser exterminados. Los guetos rusinos se establecieron en mayo de 1944 y se liquidaron en junio de 1944. La mayor parte de los judíos de Transcarpatia fueron asesinados, aunque un cierto número ha sobrevivido, ya sea porque fueron escondidos por sus vecinos, o porque se vieron obligados a participar en el batallón de trabajos, que garantizaba a menudo alimentos y vivienda.

### Alemanes
Ver historia de los alemanes en Rusia y la Unión Soviética para informarse de los cárpatos-germanos (mayormente hablantes de germano de Bohemia, Moravia Germana y Baja Sajonia/Bajo alemán de los asentamientos medios y del este de Alemania) en los siglos XVI a XVIII.

### Checos
Los Checos de la Rutenia Carpatiana son étno-culturalmente distintos de otros eslavos del oeste, tales como los eslovacos, ya que son originarios de grupos checo-hablantes de Bohemia y Moravia en vez de Eslovaquia.

### Romaníes o gitanos
En la actualidad, hay aproximadamente 25.000 gitanos en Transcarpatia. Algunas estimaciones apuntan a un número alto cercano a 50.000, pero es difícil obtener un conteo real ya que muchos gitanos dicen ser húngaros o rumanos al ser entrevistados por las autoridades ucranianas.
Son, con mucho, el grupo étnico más pobre y menos representado de la región. Los años transcurridos desde la caída del comunismo no han sido amables con los gitanos de la región, puesto que se han visto especialmente afectados por los problemas económicos que enfrentan los pueblos de toda la antigua Unión Soviética. Algunos romaníes del oeste de Ucrania viven en las ciudades más importantes, como Uzhhorod y Mukachevo, pero la mayoría vive en campamentos en las afueras de las ciudades. Estos campamentos son conocidos como "Taberi" y puede alojar hasta 300 familias. Además, suelen tener una infraestructura bastante primitiva, sin agua corriente ni electricidad.

### Rumanos
Unos 30.000 rumanos viven en esta región, sobre todo alrededor de las ciudades sureñas de Rajiv y Tiachiv y cerca de la frontera con Rumanía.

### Griegos
También conocidos como cárpato-griegos o griego-carpatianos.

### Armenios
Son descendientes de armenios que vinieron y se asentaron en la región entre los siglos XV y XVIII.

## Punto de vista occidental

Blasón de la Ucrania carpática.

Bandera de la Ucrania carpática.

Para los escritores urbanos del siglo XIX, Rutenia, una parte olvidada de Hungría, fue en un origen en el siglo XIX la imaginaria "Ruritania" la más rural, rústica y profundamente pequeña provincia perdida en montañas forestales jamás imaginadas.[cita requerida] Concebida a veces como un reino en centro Europa, Ruritania fue la inspiración de varias novelas de Anthony Hope, especialmente The Prisoner of Zenda (1894).
Recientemente Vesna Goldsworthy, en Inventando Ruritania: el imperialismo de la imaginación (1998) ha explorado los orígenes de las ideas que apuntalan las percepciones del oeste sobre el "Salvaje Este" de Europa, especialmente de Ruthenian y otras villas rurales eslavas en los altos balcanes, pero ideas que son altamente aplicables a Transcarpathia, considerándolo todo "un inocente proceso: un gran potente poder cultural se apodera y explota los recursos de un área, mientras se imponen nuevas fronteras en su mapa mental y creando ideas que, reflejadas, tienen la habilidad de remodelar la realidad."